# منير عبد النور
منير عبد النور(14 أغسطس 1939 - 11 فبراير 2002) هو شاعر غنائي وكاتب أغاني لبناني. 

## حياته
ولد في بلدة كفر شيما بلبنان بتاريخ 14 أغسطس سنة 1939. عمل محاسبا في وزارة البريد والمواصلات وكتب الشعر بجميع صوره وتعامل مع أكثر من ملحن وأكثر من مطرب. توفي بتاريخ 11 فبراير سنة 2002.

## مسيرته
بدأ منذ الطفولة بكتابة الشعر اللبناني التقليدي بمختلف الألوان والأوزان والأشكال الشعرية، لينتقل إلى كتابة شعر الأغنية دون التخلي عن تمسكه بلهجته اللبنانية التي كانت تمثل هويته وانتمائه إلى الجذور. تعاون مع الكثير من مبدعي لبنان أمثال الموسيقار ملحم بركات وعصام رجي وربيع الخولي وغنت له نجوى كرم والملحن نور الملاح الذي تعاون معه بأعمال كثيرة كأغنية جورج وسوف (أحلى أيام العمر) وغنى له غسان صليبا أغنية من ألحان ملحم بركات.
اشتهر الشاعر منير عبد النور بولعه بالصيد حيث كتب معظم ابداعاته، وكان لوفاة زوجته «غابي» التي أنجب منها أربعة أولاد، أثراً نفسياً سيئاً على حياته، فلم يعوّض عن غيابها أحد، وتناولت كثير من قصائده قضية العذاب بعد غياب الحبيب وشوق اللقاء به في المقلب الثاني للحياة وكان له ما أراد، رحل الشاعر في 11 فبراير عام 2002 تاركاً ورائه العديد من الأغاني التي ما زالت تتردد عبر أثير جميع وسائل الإعلام المرئية منها والمسموعة في لبنان والوطن العربي.

## أعماله
هنا بعض الأغاني التي ألفها منير عبد النور:
1. من غناء وألحان عصام رجي أغاني مثل «يا لولو اللون الأزرق»، «ضوي يا قمر»، «عاش مين شافك»، «أنا صابر».
2. من غناء والحان ملحم بركات أغاني «يا حبي اللي غاب»، «بعيدك يل إنت العيد»، «موعدنا أرضك يا بلدنا»، «ولا مرة».
3. من غناء والحان ربيع الخولي أغاني مثل «ريت بترضي يا ريت»، «نوّر علينا يا قمر»، «بعدا بقلبي عيونِك بعدا»، «طل العيد بعينيك».
4. من غناء فريال كريم وألحان ملحم بركات أغنية «دير بالك لحماتك دير».
5. من غناء غسان صليبا والحان ملحم بركات أغنية «شو هم القمر لو غاب».
6. من غناء باسكال صقر الحان ملحم بركات أغنية «بتشكيلي عا مين».
7. من غناء نجوى كرم الحان نور الملاح أغنية «يا حبايب»
8. البوم كامل للاطفال من غناء الشحرورة صباح وألحان سمير قبطي.

والكثير الكثير كتب في كتابه «كرمال عينيك».